# Pipra rubrocapilla
Pipra rubrocapilla là một loài chim trong họ Pipridae.